# Macrochaetosoma drinae
Macrochaetosoma drinae är en mångfotingart som beskrevs av Pius Strasser 1962. Macrochaetosoma drinae ingår i släktet Macrochaetosoma och familjen Anthogonidae. Inga underarter finns listade i Catalogue of Life.